# بطولة أمريكا الجنوبية لألعاب القوى 1920
بطولة أمريكا الجنوبية لألعاب القوى 1920 هي النسخة الـ 2 من بطولة أمريكا الجنوبية لألعاب القوى. أقيمت في سانتياغو بتشيلي بمشاركة ثلاث دول. تصدرت تشيلي جدول الميداليات برصيد 33 ميدالية منها 10 ذهبية.

## جدول الميداليات
| الترتيب | منتخب      | ذهبية | فضية | برونزية | المجموع |
| ------- | ---------- | ----- | ---- | ------- | ------- |
| 1       | تشيلي      | 10    | 10   | 13      | 33      |
| 2       | الأوروغواي | 6     | 9    | 4       | 19      |
| 3       | الأرجنتين  | 5     | 2    | 3       | 10      |